# Río Leza
El río Leza es un río corto en La Rioja. Nace en las faldas norteñas de la Sierra de Monterreal, estribaciones de la cordillera Ibérica, y desemboca por la margen derecha en el Ebro, en el término municipal de Agoncillo. Su afluente principal es el río Jubera al que recibe por la derecha en Murillo de Río Leza.
El Río Leza es famoso en La Rioja por el gran cañón que ha creado gracias a la erosión fluvial.

## Etimología
Su nombre procede del euskera  "Leza" que significa sima, garganta, cueva o  foz. Los registros toponímicos de este río en la documentación antigua son los siguientes: Leça en el año 891, Leza en 933, 950 y 974,  Leccenses (gentilicio) en 950 y Rryo de Lenza en 1222.

## Geografía
El río nace en las faldas norteñas de los montes Cerro Castillo (1690 m s. n. m.) y Canto Hincado (1761 m s. n. m.), en las estribaciones de la Sierra de Monterreal o del Hayedo de Santiago, pertenecientes a la Cordillera Ibérica. El río Leza discurre por la Sierra del Camero Viejo, hasta desembocar en el río Ebro, en el término municipal de Agoncillo.

## Localidades y aldeas en el valle
Las poblaciones situadas en el valle son: Agoncillo, Murillo de Río Leza, Leza de Río Leza, Ribafrecha, Trevijano, Villanueva de San Prudencio, Soto en Cameros, Treguajantes, Luezas, Terroba, Montalbo, Santa María en Cameros, San Román de Cameros, Velilla, Jalón de Cameros, Torre en Cameros, Muro en Cameros, Cabezón de Cameros, Laguna de Cameros, Rabanera, Ajamil de Cameros, Valdeosera, Hornillos de Cameros, Torremuña, Vadillos y Avellaneda. 
Varias de las aldeas carecen hoy de habitantes.

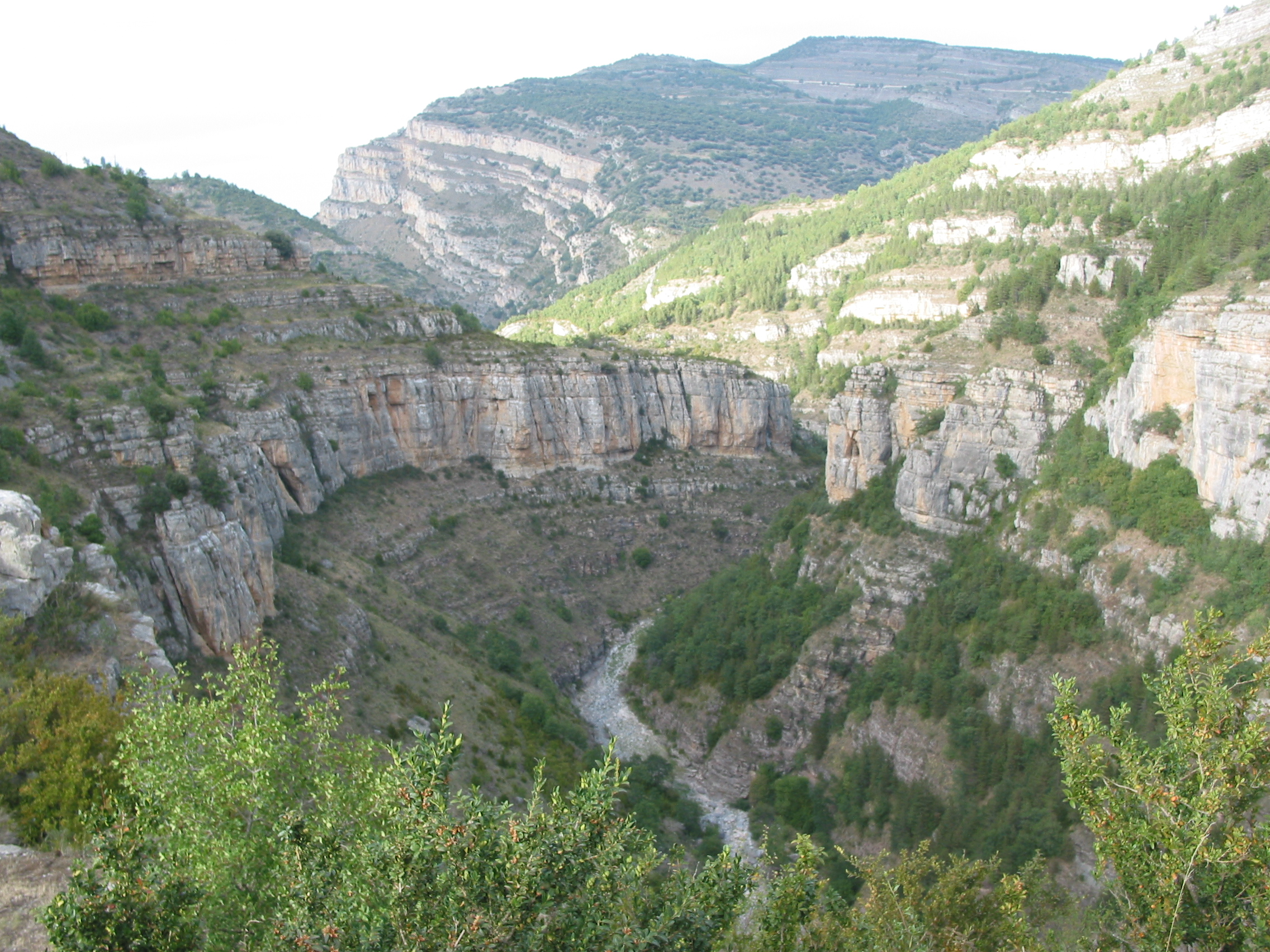
Cañón del río Leza en la comarca del Camero Viejo.